# 斑鳍大眼鲷
斑鳍大眼鲷（学名：Priacanthus cruentatus）为輻鰭魚綱鱸形目大眼鲷科大眼鲷属的鱼类，俗名血斑大眼鲷。分布于分布於印度太平洋區，包括非洲、锡兰、菲律宾、日本、澳洲、台湾岛以及中国南海等海域，棲息深度15-30公尺，本魚體色隨環境變化，從紅色至銀色，體有紅色的斑塊或條紋，背鰭硬棘10枚;背鰭軟條12-14枚;臀鰭硬棘3枚;臀鰭軟條13-15枚，體長可達35公分，棲息在潟湖或臨海礁石，可作為觀賞魚。该物种的模式产地在南亚和东南亚。

## 扩展阅读
維基物種上的相關：斑鳍大眼鲷